# فريدريك بيكيون
فريدريك بيكيون (بالفرنسية: Frédéric Piquionne)‏ (8 ديسمبر 1978 في كاليدونيا الجديدة) لاعب كرة قدم فرنسي يلعب حاليا في نادي الدرجة الأولى نادي وست هام يونايتد الإنجليزي في مركز المهاجم .
بيكيون سبق له اللعب في أندية غولدن ستار من المارتينيك، نيم (الدرجة الثانية 2000-2001) ، ورين (الدرجة الأولى 2001-2004) .
يبلغ طوله 188 سم ويبلغ وزنه 85 كيلوغرام ويرتدي القميص رقم 39 وأبرز مميزاته السرعة والتكتيك .
شارك في 138 مباراة في بطولة دوري الدرجة الأولى مسجلا 33 هدف . في الموسم الحالي 2008/2009 شارك في 17 مباراة ضمن التشكيلة الأساسية ومباراة واحدة بديلا وسجل 6 أهداف وحصل على البطاقة الصفراء مرة واحدة .

## المسيرة الرياضية مع الأندية
بدأ بيكيون مسيرته الرياضية باللعب في ضواحي العاصمة الفرنسية باريس ثم قرر الرحيل إلى المارتينيك ثم عاد إلى فرنسا سنة 2000 للانضمام إلى نادي نيم حيث شارك في مباريات قليلة في الدرجة الثانية .
أرسل مسئولو نادي رين كاشفو المواهب لمراقبة أدائه ومستواه وسرعان ما تمت صفقة انتقاله وشارك للمرة الأولى مع فريقه الجديد في مواجهة فريق أكسير في 28 يوليو 2001 وانتهت المباراة بخسارة فريق رين 0-5 . في موسمه الأول بالدرجة الأولى استطاع بيكيون تسجيل 3 أهداف في 20 مباراة . في موسمه الثاني (2002/2003) استطاع تسجيل 10 أهداف تحت قيادة المدرب وحيد خليلهودزيتش . بعدما تم التعاقد مع المدرب الجديد لاسزلو بولوني فإن العلاقة بينهما ساءت كثيرا بالإضافة إلى تدهور علاقته بزميله المهاجم السويسري أليكساندر فري وكان أدائه في موسم 2003/2004 أقل من المتوقع .
كان نادي سانت إتيان مهتم بالتعاقد معه ولم يتردد في قبول العرض الرسمي المقدم منهم للتعاقد معه وقرر خوض مغامرة جديدة . في 3 فبراير 2007 شارك في أولى مبارياته الرسمية مع فريق موناكو في مواجهة فريق أوكسير بعدما رحل عن نادي سانت إتيان .
قرر بيكيون ترك نادي موناكو والموافقة على العرض الرسمي المقدم من نادي ليون للتعاقد معه مقابل 4.5 مليون يورو في 31 يوليو 2008 وتم منحه القميص رقم 39 .

## المسيرة الرياضية مع المنتخبات
بينما كان من المفروض أن يمثل منتخب كاليدونيا الجديدة فإن بيكيون قرر تمثيل منتخب المارتينيك في بطولة الكأس الذهبية سنة 2003 . منتخب المارتينيك ليس عضوا في الاتحاد الدولي لكرة القدم وبالتالي فهو قانونيا يستطيع المشاركة مع منتخب فرنسا . بشكل مفاجئ تم استدعائه لصفوف منتخب فرنسا في مواجهة منتخب ليتوانيا في 24 مارس 2007 ضمن تصفيات كأس الأمم الأوروبية 2008 ولكنه لم يلعب في تلك المباراة بينما كانت مباراته الدولية الأولى في مواجهة منتخب النمسا وديا في 28 مارس 2007 .

## روابط خارجية
- فريدريك بيكيون على موقع رابطة كرة القدم الفرنسية للمحترفين (الإنجليزية)
- فريدريك بيكيون على موقع الدوري الأمريكي (الإنجليزية)
- فريدريك بيكيون على موقع إي إس بي إن إف سي (الإنجليزية)
- فريدريك بيكيون على موقع قاعدة بيانات كرة القدم.إي يو (الإنجليزية)
- فريدريك بيكيون على موقع ليكيب (الفرنسية)
- فريدريك بيكيون على موقع ناشيونال فوتبول تيمز (الإنجليزية)
- فريدريك بيكيون على موقع Soccerbase.com (لاعب) (الإنجليزية)
- فريدريك بيكيون على موقع Soccerway.com (الإنجليزية)
- فريدريك بيكيون على موقع عالم كرة القدم.نت (الإنجليزية)
- فريدريك بيكيون على موقع كووورة